# Alfred Prunaire
Alfred Prunaire (1837-1912) est un graveur français.

## Biographie

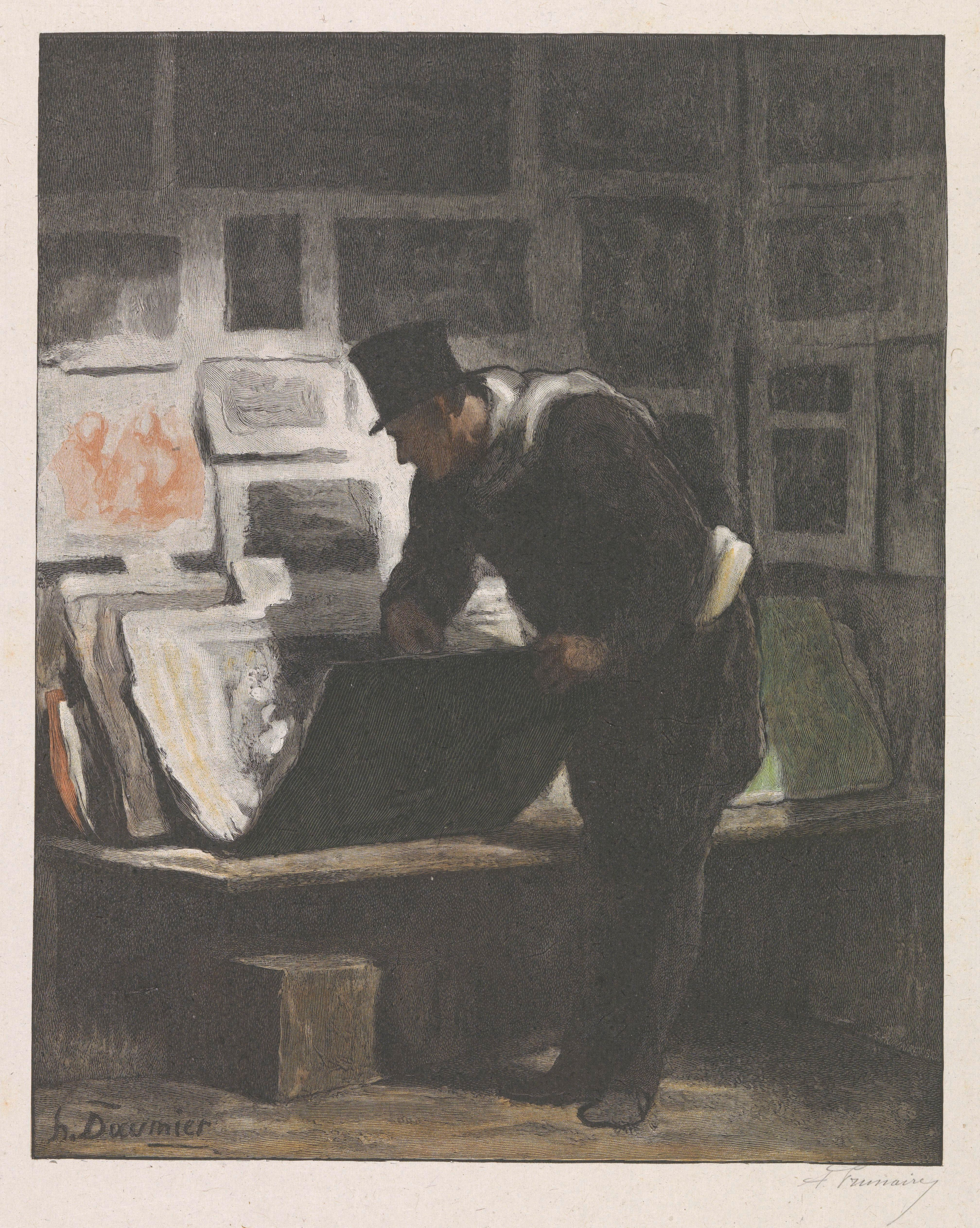
L'Amateur d'estampes, gravure sur bois en couleur d'Alfred Prunaire d'après un tableau d'Honoré Daumier.

Alfred Léon Désiré Prunaire est né à Paris en 1837, fils de Joseph Prunaire et de Julie Boyer. Il devient un élève en gravure de Louis Paul Pierre Dumont. Il expose pour la première fois au Salon de Paris en 1867, des gravures sur bois d'après Gustave Doré. Exposant régulièrement, Prunaire devient membre du Salon des artistes français en 1884, et est récompensé lors des expositions universelles de 1889 et 1900. Beraldi rappelle qu'il a reproduit des œuvres de Daumier, Delacroix, Dunki, Pille, Popelin, Sahib, N. Saunier...
En 1869, il exécute pour son ami Philippe Burty, le frontispice de Sonnets et eaux-fortes d'après Édouard-Antoine Renard. Selon Paul Cassirer, on lui devrait également une traduction sur bois de l’Olympia de Manet. Il est enfin à partir de 1894, l'un des principaux graveurs de l’Album Mariani. Au début des années 1870, Prunaire possédait un atelier à Valvins, où Burty put le présenter à Stéphane Mallarmé. 
Ayant également produit des eaux-fortes d'une grande finesse, Prunaire laisse une œuvre abondante, et relativement peu de travaux originaux tirés de ses propres dessins. Il a longtemps travaillé pour la Chalcographie du Louvre. 
L'un de ses plus proches amis fut le peintre Charles Edme Saint Marcel. Il habita longtemps au 7 de l'impasse Ronsin. 
Résidant à Neuilly-sur-Seine, il meurt en 1912, l'année où sortent chez Émile-Paul Frères ses 73 gravures sur bois accompagnant l'édition des Petits châteaux de Bohême de Gérard de Nerval. 
Prunaire avait épousé Fanny Conolly, née à Samoreau, mentionnée comme son élève, et « graveur sur bois », exposante au Salon depuis 1880. En novembre 1916, cinquante xylographies de Fanny et Alfred Prunaire, présentés comme couple d'artistes, sont exposées à la Print Gallery du Brooklyn Museum.